# Casuarius unappendiculatus
Il casuario uniappendicolato (Casuarius unappendiculatus Blyth, 1860) è un uccello della famiglia Casuariidae diffuso in Nuova Guinea.

## Descrizione
Facilmente riconoscibile per le penne nere eccezionalmente lunghe e la testa variopinta dei maschi.

## Biologia
Il casuario è di grande importanza per l'ecologia locale, poiché riesce a distribuire i semi di ben 70 specie di piante dei cui frutti si nutre e, così facendo, a mantenere costante la distribuzione di queste piante nella foresta.
In questa specie sono i maschi a covare le uova, mentre le femmine si allontanano alla ricerca di un nuovo compagno, subito dopo averle deposte.

## Distribuzione e habitat

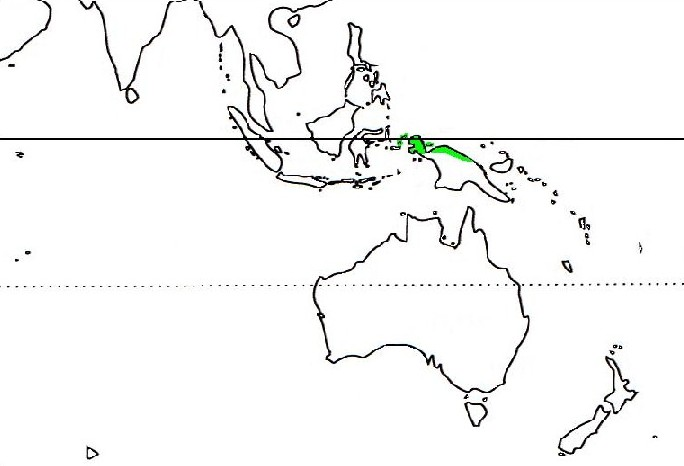
Mappa di distribuzione

L'areale di Casuarius unappendiculatus è ristretto alla parte settentrionale della Nuova Guinea e alle isole di Yapen, Batanta e Salawati.
Popola le foreste di bassa quota, sino a 700 m di altitudine.